# 吉多·卡瓦尔康蒂
吉多·卡瓦尔康蒂（義大利語：Guido Cavalcanti，1258年—1300年8月29日），又译圭多·卡瓦尔坎蒂，佛罗伦萨诗人。在薄伽丘《十日谈》第六天，故事九中，有他在一所教堂前的墓地里与一群豪门子弟对话的故事。。他对好友但丁·阿利吉耶里影响很大。